# ФК Волгар
ФК Волгар е руски футболен клуб от град Астрахан. Основан е през 1925 г. под името „ФК Пивешик“.

## История
По времето на СССР играе във Втора лига. След разпадането на съюза играе в Руска Втора Дивизия, но скоро изпада в Руска Трета Лига. През 1994 отборът заема първо място в своята зона и отново играе във 2-ра дивизия. През 1998 се класира за 1 дивизия, където остава до 2003 година. През 2001 Волгар заема шеста позиция, което е и най-големия успех на отбора. През 2003 астраханци изпадат, след като финишират на 21 позиция. Във втора дивизия Волгар успява да заеме 2 място и да се върне в първа. През 2006 е изхвърлен от шампионата, поради финансови трудности. През 2007 отборът участва в ЛФЛ под името Волгар-Газпром 2. За 2 години отборът успява да се върне в Първа Дивизия. През 2009/10 отборът достига 1/16 финал за купата на Русия. От 10 февруари отново носи името Волгар-Газпром. За сезон 2011/12 на Волгар е поставена целта да влезе в Премиер-лигата до 4 сезона. Въпреки високите цели, отборът се намира на 13 място след 19 кръг. Кръг преди края на сезона астаханци се намират на същото място, но завършват 14-и. От юни 2012 се казва Волгар. През 2012/13 отборът завършва последен и изпада. Още следващият сезон обаче Волгар се завръща във ФНЛ.

## Известни играчи
- Андрей Перов
- Руслан Камболов
- Любош Калуда
- Виталий Чочиев
- Александър Антипенко
- Андрей Печник
- Николай Самойлов
- Ринат Дасаев
- Андрей Коваленко
- Андрей Анисимов

## Български футболисти
- Атанас Стефанов: 1997 - (4 мача - 0 гола)